# Kielmeyera rizziniana
Kielmeyera rizziniana är en tvåhjärtbladig växtart som beskrevs av N. Saddi. Kielmeyera rizziniana ingår i släktet Kielmeyera och familjen Calophyllaceae. Inga underarter finns listade i Catalogue of Life.